# 穆霍
穆霍是德国梅克伦堡-前波美拉尼亚州的一个市镇。总面积19.05平方公里，总人口337人，其中男性167人，女性170人（2011年12月31日），人口密度18人/平方公里。